# 振动反馈

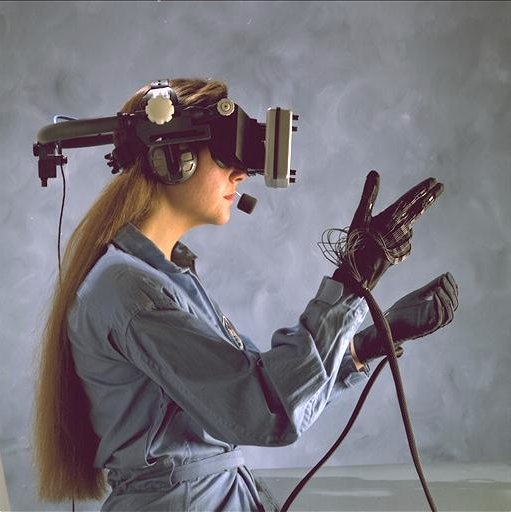

振动反馈是指能对用户施加力或讓用戶感覺到振动感的体感技术。振动反馈技術可用於類似游戏控制器、控制杆、方向盘等形式的设备。